# Tactusa spadix
Tactusa spadix là một loài bướm đêm thuộc họ Erebidae. Nó được tìm thấy ở miền nam Lào.
Sải cánh dài khoảng 12 mm. 